# Július Strnisko

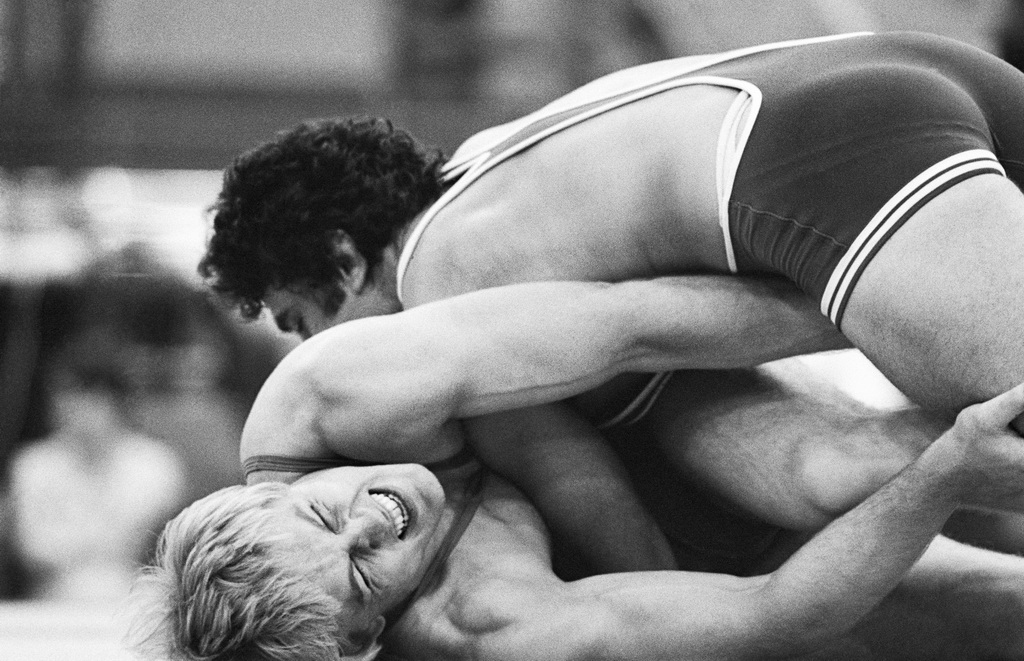
Július Strnisko (dole) na moskevské olympiádě

Július Strnisko (6. srpna 1958 Nitra, Československo – 20. září 2008 Nitra, Slovensko) byl československý zápasník. V roce 1980 vybojoval na olympijských hrách v Moskvě bronzovou medaili ve volném stylu v kategorii do 100 kg. V roce 1982 a 1983 vybojoval ve stejné kategorii bronz na mistrovství Evropy. V letech 1977 až 1988 se stal desetkrát mistrem Československa.
Zápasit začal, aby se vyrovnal svému staršímu bratrovi Peterovi. Začínal v Nitře pod vedením Jozefa Svitače. V roce 1977 přestoupil do Rudé hvězdy Praha, kde vydržel 13 let. Po olympiádě v Soulu, kde po dvou porážkách vypadl ve třetím kole, ukončil ze zdravotních důvodů aktivní sportovní činnost.